# Ngoie Taifan
Ngoie Taifan – piłkarz z Demokratycznej Republiki Konga grający na pozycji bramkarza.

## Kariera klubowa
W swojej piłkarskiej karierze Taifan grał w klubie FC Saint Eloi Lupopo.

## Kariera reprezentacyjna
W 1992 roku Taifan został powołany do reprezentacji Zairu na Puchar Narodów Afryki 1992. Nie rozegrał na nim żadnego meczu.